# Bernard Belleau
Bernard Belleau (Montreal, 15 de março de 1925 – 4 de setembro de 1989) foi um farmacologista molecular canadense, mais conhecido por ter descoberto a lamivudina, uma droga usada no tratamento do vírus HIV e Hepatite B.